# Frank Robinson
Pour les articles homonymes, voir Robinson.
Frank Robinson est un joueur américain de baseball né à Beaumont (Texas, États-Unis) le 31 août 1935 et mort à Bel Air en Californie le 7 février 2019. 
Il fut le premier athlète à être nommé joueur de l'année dans les deux ligues majeures, Nationale et Américaine. Il a remporté deux Séries mondiales avec Baltimore, en 1966 et 1970. À l'issue d'une carrière de 21 saisons, où il porta notamment les couleurs des Reds de Cincinnati et des Orioles de Baltimore, Frank Robinson totalisait 586 coups de circuit en carrière, ce qui le plaçait alors au quatrième rang de l'histoire derrière Hank Aaron, Babe Ruth et Willie Mays. Il est entré au Temple de la renommée du baseball en 1982.
Frank Robinson est devenu en 1975 le premier manager Afro-Américain du baseball majeur.

## Biographie

### Honneurs et exploits

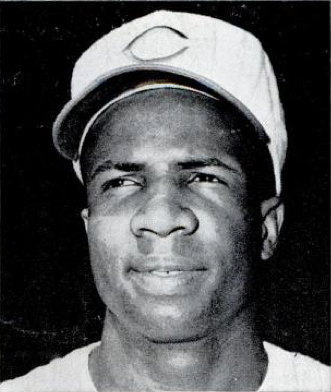
Frank Robinson en 1961.

- Gagnant de la Série mondiale avec Baltimore en 1966 et 1970.
- Deux fois nommé Joueur par excellence, dans la Ligue nationale avec Cincinnati en 1961 et en Ligue américaine pour Baltimore en 1966. Il s'agit du premier joueur à recevoir cet honneur dans les deux ligues.
- Joueur par excellence de la Série mondiale 1966 contre Los Angeles.
- Vainqueur de la Triple couronne pour avoir dominé sa ligue au chapitre des coups de circuit (49), des points produits (122) et de la moyenne au bâton (0,316) en 1966.
- Recrue de l'année dans la Ligue Nationale en 1953, alors qu'il établit un nouveau record de 38 circuits pour un joueur de première année.
- A frappé deux grands chelems en deux passages au bâton, et ce dans deux manches consécutives, le 26 juin 1970 contre les Senators de Washington.
- Douze fois sélectionné pour le match des étoiles.
- Statistiques finales en carrière : moyenne au bâton de .294, 586 circuits (4e à ce chapitre au moment de la retraite, 9e en 2006), 1 812 points produits, 2 943 coups sûrs en 2 808 matchs lors de 21 saisons.
- Intronisé au Temple de la renommée du baseball en 1982.
- Manager de l'année dans la Ligue américaine avec Baltimore en 1989.

### Carrière de gérant

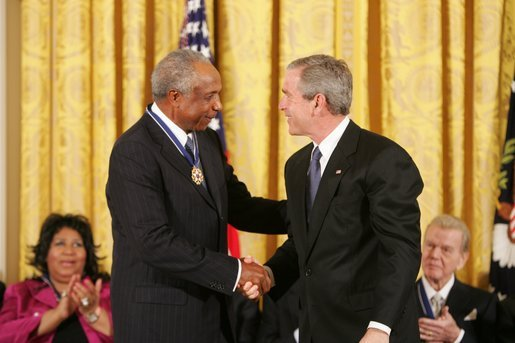
Frank Robinson décoré par le président George W. Bush en 2005.

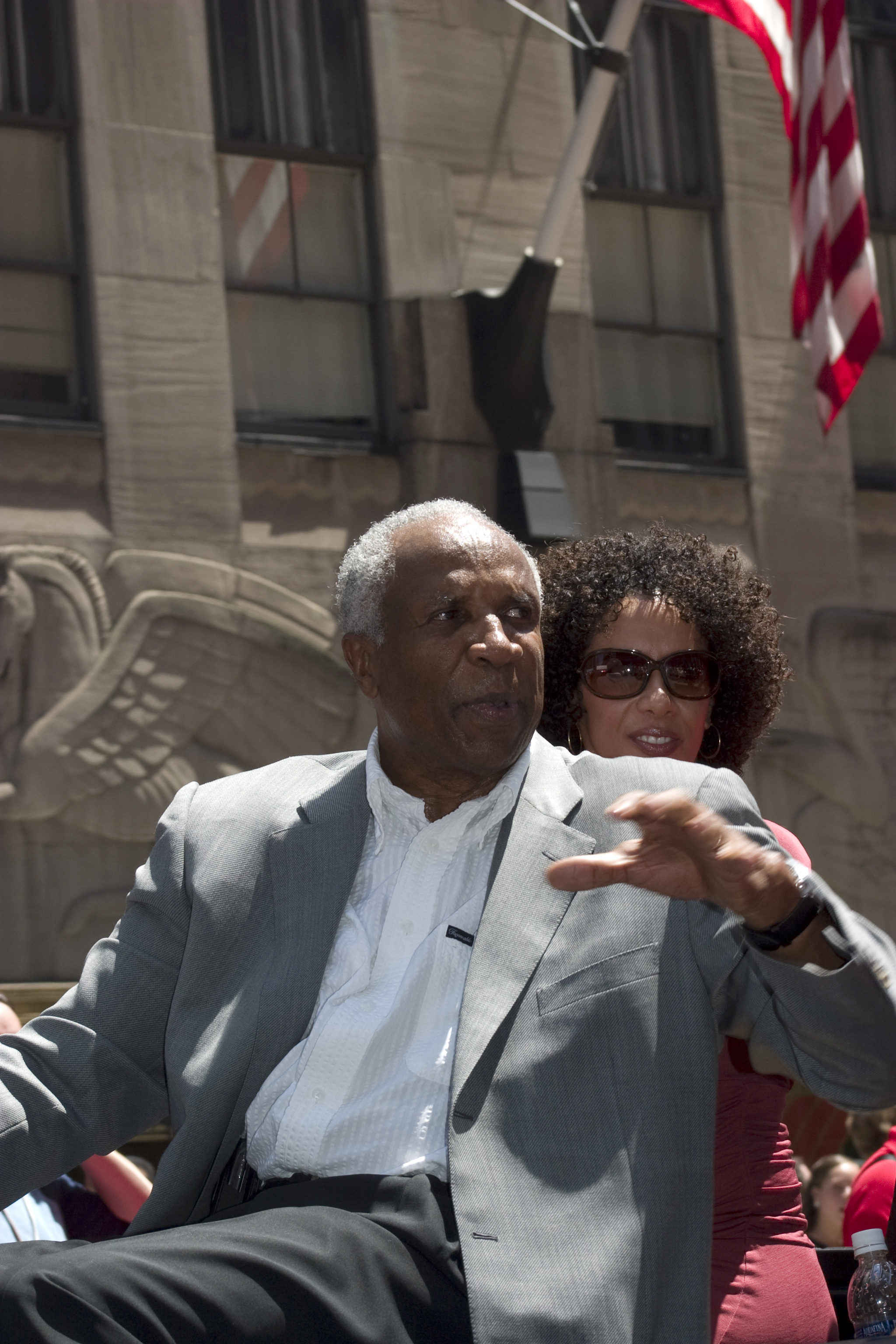
Frank Robinson en 2008.

En 1975, Frank Robinson est nommé joueur-gérant des Indians de Cleveland, ce qui fait de lui le premier gérant Afro-Américain de l'histoire du baseball. Il dirige l'équipe jusqu'en 1977, puis se retrouve à la barre des Giants de San Francisco de 1981 à 1984. Robinson dirige ensuite les Orioles de Baltimore de 1988 à 1991. Il sera nommé gérant de l'année dans la Ligue américaine en 1989, alors que les Orioles maintiennent un bilan de 87-75, un revirement de situation impressionnant après une saison 1988 de seulement 54 victoires contre 107 revers.
Il est le dernier gérant de l'histoire des Expos de Montréal, qu'il dirige de 2002 jusqu'à leur dernière saison en 2004. Il a par la suite suivi la franchise lors de son transfert à Washington. 
Le style de Robinson est l'objet de critiques au cours des dernières années. Durant son passage à Montréal, la journaliste de The Gazette, Stephanie Myles, rapporte que Robinson passe beaucoup plus de temps sur un terrain de golf qu'à s'occuper de son équipe. Ces commentaires suivront le septuagénaire jusqu'à Washington, où la presse locale scrutera attentivement ses activités.
En juin 2005, le magazine Sports Illustrated rapporte que Frank Robinson est le « pire gérant des majeures », selon un sondage tenu auprès de 450 joueurs. Le principal intéressé fut aussi critiqué pour ne pas tenir compte des statistiques lorsque venait le temps d'opposer un lanceur en particulier à tel ou tel frappeur (ou vice-versa). Robinson s'est défendu en disant gérer « par instinct ».
Le 30 septembre 2006, il fut annoncé que son contrat avec les Nationals ne serait pas renouvelé, alors que l'équipe vient de terminer au dernier rang de la division Est pour une troisième saison consécutive. Le bilan de Frank Robinson comme gérant est de 1 065 victoires et 1 176 défaites, un pourcentage de victoires de 47,5 %.

## Anecdote
- Avant le début de la saison 1966, le directeur-gérant des Reds, Bill DeWitt, prend une décision controversée en échangeant Frank Robinson aux Orioles, en retour du lanceur Milt Pappas. L'argument de DeWitt fut que Robinson était, selon ses propres mots, un « vieux de 30 ans ». L'échange fut vivement décrié, d'autant plus que Pappas fut incapable de bien performer. Une référence à cette transaction est faite dans le film sur le baseball Duo à trois (Bull Durham), lorsque le personnage de Susan Sarandon déclare : « Les mauvais échanges font partie du baseball, qui peut oublier Milt Pappas pour Frank Robinson ? » (« Bad trades are a part of baseball, I mean who can forget Milt Pappas for Frank Robinson, for gosh sakes »).